# Chafariz do Rossio de São Brás
O Chafariz do Rossio de São Brás situa-se no Rossio de São Brás na freguesia de Horta das Figueiras, na cidade de Évora.
Pensa-se que este chafariz foi construído por volta do século XVII provavelmente substituindo um anterior ligado rede de distribuição do Aqueduto da Água de Prata. Em 1965 o chafariz teve obras de beneficiação feitas pela Câmara de Évora.